# Литинский, Зиновий Иванович
Зиновий (Зенон) Иванович Литинский (11 ноября 1956, Тернополь, Украинская ССР, СССР) — советский футболист, нападающий, полузащитник.
Начал заниматься футболом в тернопольской ДЮСШ, тренер Зиновий Петрович Савицкий. Играл в сборной команде школьников Украины, участвовал во всесоюзной спартакиаде учащихся в Азербайджанской ССР, где получил приглашение поступить на учёбу в Ленинградскую лесотехническую академию. Выступал за студенческую сборную на первенстве Ленинграда, в 1979 году был приглашён в дублирующую команду «Зенита». Единственный матч в чемпионате СССР провёл 25 ноября 1979: в последнем туре отыграл первый тайм в гостевом матче против «Арарата». В 1980 году в контрольном матче получил травму ноги, долгое время лечился и потерял место в составе. Планировал перейти в команду первой лиги «Шинник» Ярославль, но вернулся на родину. В 1981 году играл в команде КФК «Нива» Подгайцы, но вновь получил тяжёлую травму — перелом ноги — и восстанавливался более года. Вместе с семьёй переехал в Якутию, где играл три года. В 1989 году играл во второй лиге за «Сахалин» Холмск, карьеру закончил в команде КФК «Портовик» Холмск.
Вернулся в Тернополь, где стал торговать спортивным инвентарём, директор сети магазинов «Спортсмен». Сын Тарас также был футболистом.